# Monestir de Samtravo
El monestir de Samtavro (georgià: სამთავროს მონასტერი, que significa ‘el lloc del governador’) és un complex arquitectònic ortodox de Mtskhetha, a Geòrgia. Dins de la muralla s'inclouen una església dedicada a la Transfiguració de Jesús i el convent de Nina de Geòrgia. Pertany al catolicós patriarca de tota Geòrgia. El 1994 va ser inclòs en la llista del Patrimoni de la Humanitat de la UNESCO al costat d'altres monuments històrics de Mtskheta.

## Història
L'església es va elevar al lloc on es diu que santa Nina s'havia detingut per recollir-se en oració. L'estructura originària de l'església, al costat d'una petita capella anomenada Makvlovani ('l'esbarzer miraculós') va ser construïda al segle IV poc després de la mort de la santa a instàncies del rei Mirian III d'Ibèria i la seva esposa Nana, que havien estat batejats i que, igualment, mitjançant la reina, s'havia aconseguit que el cristianisme fos considerat la religió oficial de l'estat. A través dels segles, l'església va ser danyada diverses vegades. Al voltant del 1130 el rei Jordi I de Geòrgia i el catolicós Melquisedec I van prendre la decisió de reconstruir-la amb una planta en creu i cúpula.
D'acord amb els desitjos del rei Mirian III i la seva esposa Nana, van ser enterrats a la cantonada sud-oest de l'església, des de 1906, sota un baldaquí de pedra. Sota l'altar, està enterrat un dels tretze pares assiris, sant Abibos de Nocress. Es conserva també un iconòstasi de pedra del segle XIV-XV. En destaca la capella de l'Arcàngel Miquel i al costat nord, les capelles de Joan Baptista i Sant Joan Crisòstom.
A l'exterior, la muralla envolta al nord-oest una torre campanar de tres pisos del segle xiii que va ser modificada al segle xv. Al sud-oest, hi ha edificis conventuals per a la realització de seminaris teològics de l'Església ortodoxa de Geòrgia, sense oblidar la petita capella santuari de Santa Nina, amb traces encara del segle iv.
Samtavro va ser residència dels arquebisbes de Kartli fins al 1811, quan l'emperador rus va abolir l'autocefàlia de l'Església de Geòrgia, i estava adornada, com es pot veure, en part, avui dia, encara que els frescos parietals són dels segles xvii i XIX. S'hi va establir un convent de monges de santa Nina el 1820.

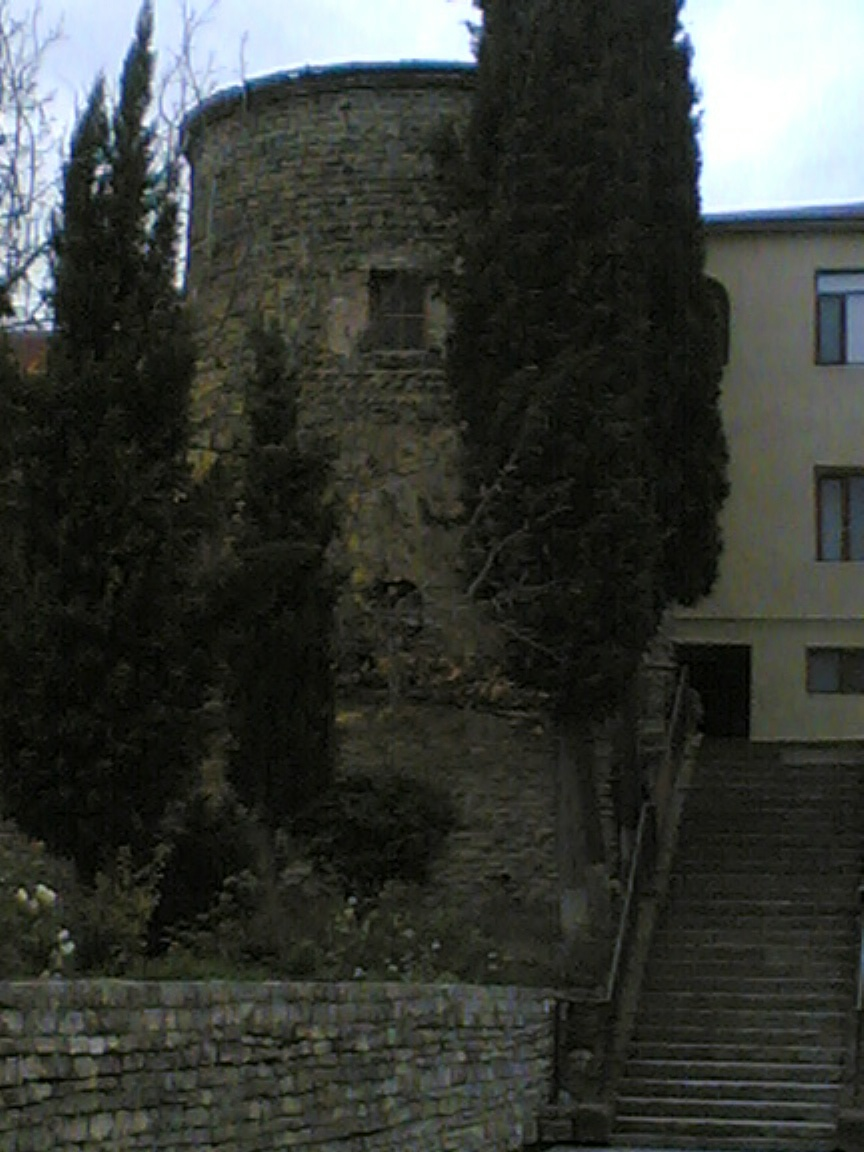
La torre del, on el pare Gabriel va passar els darrers anys

Les torres cilíndriques danyades que es troben a la cantonada sud-oest del pati segueixen en peus. Construïda al segle xviii, la tanca ha sobreviscut fins al segle xix. A la dècada del 1990, amb la benedicció del catolicós Elies II, el famós monjo arximandrita Gabriel Urgebadze es va instal·lar en la «Torre del rei Mirian». Després de la seva defunció el 1995, el monjo Gabriel va ser enterrat al pati del monestir. L'any 2012 va ser canonitzat per l'Església ortodoxa de Geòrgia i és un dels sants georgians més estimats. Aquest lloc sempre està ple de pelegrins i devots del sant.

## Descripció

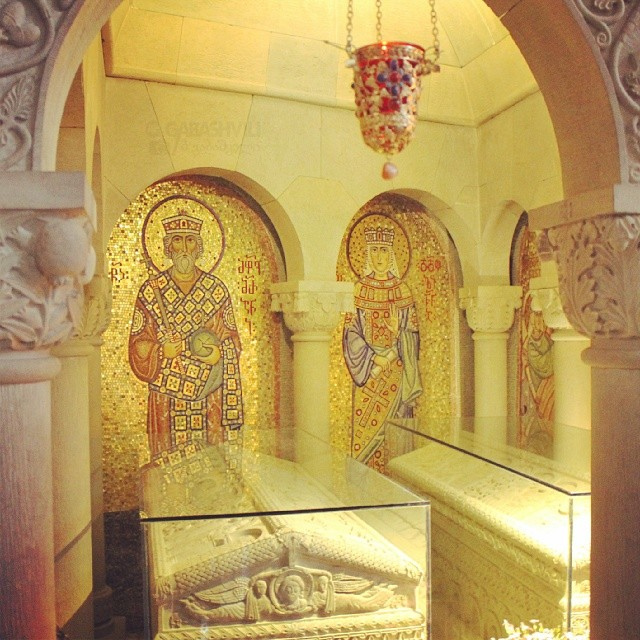
Tombes del rei Mirian III i la seva esposa Nana

La planta del temple de Samtavro és una creu (27 m x 23 m) amb sud, nord i oest. El seu estil pertany als anys 30 del segle xi. Fou construït amb coure esmaltat de color groguenc-marró. El 1283 la cúpula va caure com a conseqüència d'un terratrèmol, i es va restaurar al llarg dels segles XIII-XIV. Al final del segle xvii i a la segona meitat del segle xix, es va reparar el temple. No obstant això, l'arquitectura originària és clarament visible. El 1974, el grup de restauració de V. Cintsadze va remodelar la cúpula i les parets de la cúpula i va renovar la teulada. La cúpula se sosté sobre dues escales lliures i les parets de l'altar. A banda i banda de l'església, hi ha llanternes i pedres connectades a la zona principal de la catedral. Les tombes del rei Mirian i Nana, reina del primer rei cristià georgià, són a les parts occidentals del temple. La gran part de la composició de la pintura de l'altar està destruïda. El primer registre mostra la part del tron, els peus del Salvador i el pedestal. Al segon registre es troben els apòstols; el sant que es mostra al costat dret de la finestra central, segons la inscripció en asomtavruli, és sant Pau.

### Campanar

El campanar del monestir

El campanar està situat al nord-oest del temple, a una distància aproximada d'un metre, en un turó elevat. Fou construït al segle XV-XVI. El 1984, el grup de restauració de N. Kvariani va netejar-ne el sòl, va reparar les parets danyades, l'escala i la coberta. El campanar (4,7 m x 5,8 m) té tres plantes, amb un muntatge de gres groc ben perforat. El primer pis és una base rectangular, podia ser un oratori privat, a la façana nord. Al sud hi ha una àmplia entrada amb arcs de dos temps i amb cambres cilíndriques. El segon pis s'obre al exterior en tres costats amb arcs dobles. Té una escala elevada de pedra, per anar als pisos que hi ha entre les parets: la paret al nord i sud està especialment dissenyada per a les escales; sota les escales hi ha una fornícula ampla i profunda. A la part superior de la teulada, al costat de la façana, hi ha un relleu d'una gran motllura que es percep com la del primer pis. La teulada és piramidal.

### Galeria fotogràfica del monestir de Samtavro

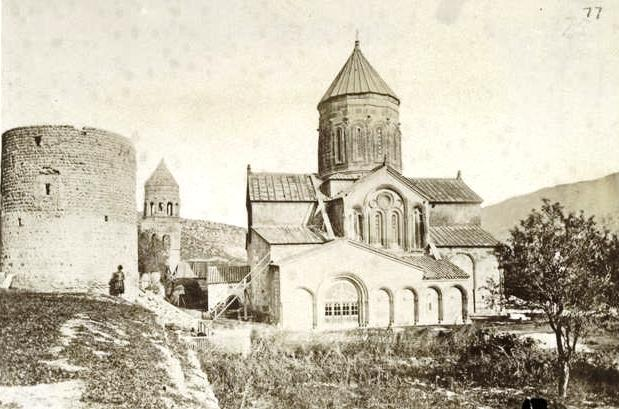
Monestir de Samtavro en una fotografia de finals del segle xix
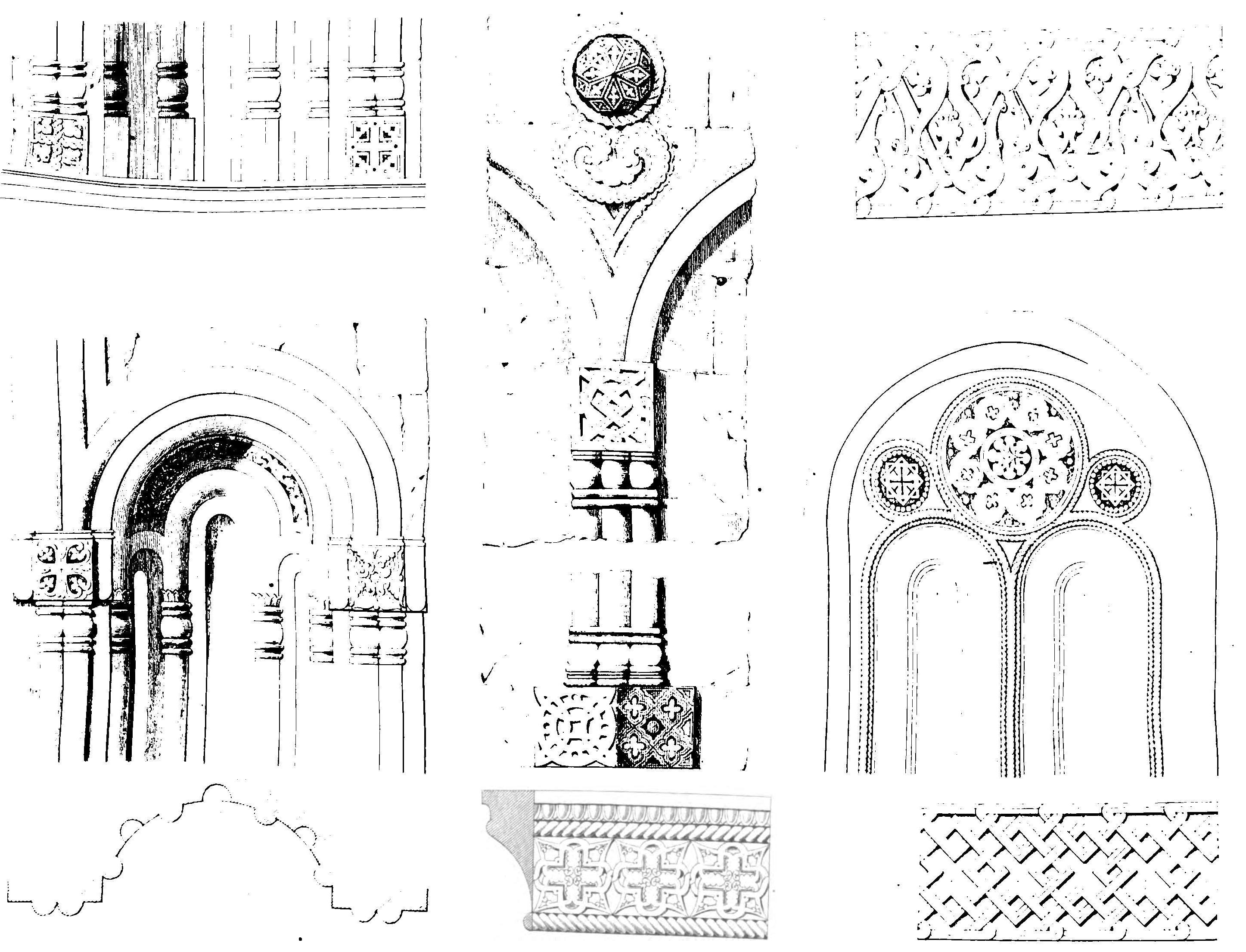
Monestir de Samtavro en una il·lustració de Monuments d'architecture en Géorgie et en Arménie, 1864
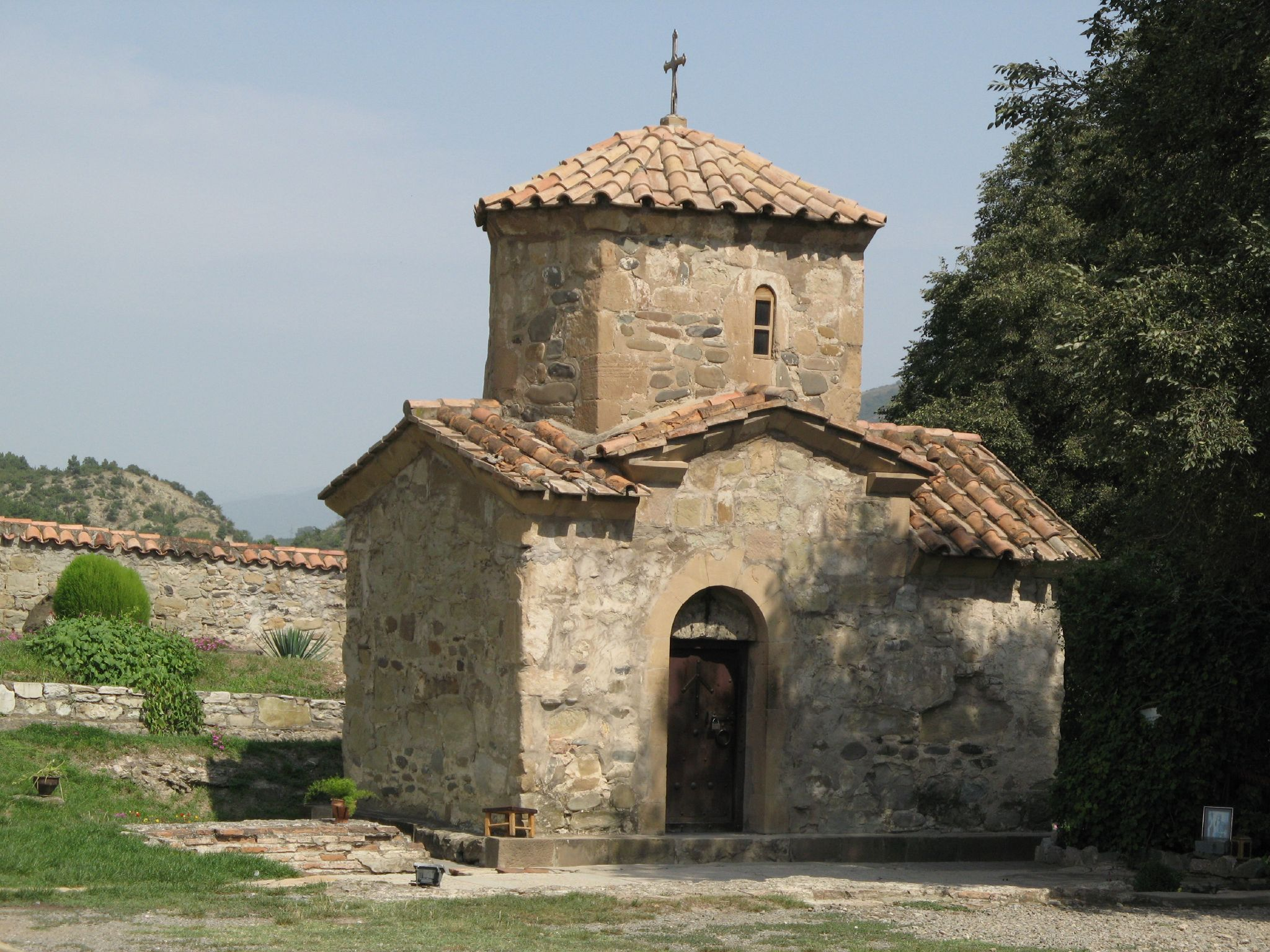
Capella de santa Nina (Makvlovani, de l'«esbarzer miraculós»), del segle iv